# Distretto di Pomabamba
Il distretto di Pomabamba è un distretto del Perù nella provincia di Pomabamba (regione di Ancash) con 14.933 abitanti al censimento 2007 dei quali 4.495 urbani e 10.438 rurali.
È stato istituito il 21 febbraio 1861.